# دولوگو
دولوگو شهری در شهرستان دولوگو در استان بازگا در بورکینافاسوی مرکزی است و جمعیت آن ۶۲۳ نفر است.